# Batjac Productions
Batjac Productions is een Amerikaanse onafhankelijke filmstudio, opgericht in 1952 door John Wayne en Robert Fellows als Wayne/Fellows Productions. Momenteel staat Gretchen Wayne, John Wayne's schoondochter aan het hoofd van het bedrijf. 

## Geschiedenis
Het bedrijf werd in 1952 opgericht als Wayne/Fellows Productions. Hierdoor werd het voor Wayne mogelijk om naast het acteren, ook zelf films te produceren. Nadat Fellows het bedrijf verliet, werd in 1956 de naam veranderd in Batjac Productions. Wayne haalde hier idee voor de naam Batjac uit de film Wake of the Red Witch, waarin een fictief bedrijf de naam Batjak draagt. Het bedrijf moest dan ook de naam Batjak krijgen, maar een secretaresse maakte echter een schrijffout op de juridische papieren, waardoor het bedrijf als Batjac werd geregistreerd.
Na Wayne's dood nam zijn oudste zoon Michael de leiding over het bedrijf over. Over een periode van 30 jaar hield hij zich bezig met het behouden en restaureren van zijn vaders werk, en dit beschikbaar te maken voor home-entertainment. Na Michaels dood in 2003, nam diens echtgenote Gretchen Wayne het roer over en is zij sindsdien eigenaar en CEO van het bedrijf.

## Filmografie
| Jaar | Titel                              | Distributeur     | Producent                               | Regisseur                                            | Acteurs                                        | Academy Awards                          | Academy Awards | Opmerkingen |
| Jaar | Titel                              | Distributeur     | Producent                               | Regisseur                                            | Acteurs                                        | Winnaar                                 | Nominatie | Opmerkingen |
| ---- | ---------------------------------- | ---------------- | --------------------------------------- | ---------------------------------------------------- | ---------------------------------------------- | --------------------------------------- | --- | --- |
| 1952 | Big Jim McLain                     | Warner Bros.     | Robert Fellows                          | Edward Ludwig                                        | John Wayne & Nancy Olson                       |                                         | | Geproduceerd als Wayne/Fellows Productions |
| 1953 | Plunder of the Sun                 | Warner Bros.     | Robert Fellows                          | John Farrow                                          | Glenn Ford & Diana Lynn                        |                                         | | Geproduceerd als Wayne/Fellows Productions |
| 1953 | Island in the Sky                  | Warner Bros.     | Robert Fellows                          | William A. Wellman                                   | John Wayne                                     |                                         | | Geproduceerd als Wayne/Fellows Productions |
| 1953 | Hondo                              | Warner Bros.     | Robert Fellows & John Wayne             | John Farrow                                          | John Wayne & Geraldine Page                    |                                         | Beste vrouwelijke bijrol (Geraldine Page); Beste verhaal (Louis L'Amour) (later ingetrokken) | Produced as Wayne/Fellows Productions; Filmed in 3D                                                                                               |
| 1954 | The High and the Mighty            | Warner Bros.     | Robert Fellows                          | William A. Wellman                                   | John Wayne & Claire Trevor                     | Best originele muziek (Dimitri Tiomkin) | Beste mannelijke bijrol (Jan Sterling); Beste vrouwelijke bijrol (Claire Trevor); Beste regisseur (William A. Wellman); Beste montage; Beste origineel nummer (Dimitri Tiomkin & Ned Washington)                    | Geproduceerd als Wayne/Fellows Productions; Gefilm in CinemaScope; Winnaar Golden Globe voor Beste vrouwelijke bijrol (Jan Sterling)              |
| 1954 | Ring of Fear                       | Warner Bros.     | Robert Fellows                          | James Edward Grant & William A. Wellman (uncredited) | Pat O'Brien                                    |                                         | | Geproduceerd als Wayne/Fellows Productions; Gefilmd in CinemaScope                                                                                |
| 1954 | Track of the Cat                   | Warner Bros.     | Robert Fellows & John Wayne             | William A. Wellman                                   | Robert Mitchum & Teresa Wright                 |                                         | | Geproduceerd als Wayne/Fellows Productions; Gefilmd in CinemaScope                                                                                |
| 1955 | Blood Alley                        | Warner Bros.     | John Wayne                              | William A. Wellman                                   | John Wayne & Lauren Bacall                     |                                         | | Gefilmd in CinemaScope |
| 1956 | Good-bye, My Lady                  | Warner Bros.     | John Wayne                              | William A. Wellman                                   | Walter Brennan & Brandon deWilde               |                                         | | |
| 1956 | Seven Men from Now                 | Warner Bros.     | Andrew V. McLaglen & Robert E. Morrison | Budd Boetticher                                      | Randolph Scott & Gail Russell                  |                                         | | |
| 1956 | Gun the Man Down                   | United Artists   | Robert E. Morrison & John Wayne         | Andrew V. McLaglen                                   | James Arness & Angie Dickinson                 |                                         | | |
| 1956 | Man in the Vault                   | RKO              | Robert E. Morrison                      | Andrew V. McLaglen                                   | William Campbell, Karen Sharpe, & Anita Ekberg |                                         | | |
| 1957 | Legend of the Lost                 | United Artists   | Henry Hathaway                          | Henry Hathaway                                       | John Wayne & Sophia Loren                      |                                         | | Gefilmd in Technirama |
| 1958 | China Doll                         | United Artists   | Frank Borzage & Robert E. Morrison      | Frank Borzage                                        | Victor Mature                                  |                                         | | Co-productie met Victor Mature's Romina Productions.                                                                                              |
| 1958 | Escort West                        | United Artists   | Nate H. Edwards & Robert E. Morrison    | Francis D. Lyon                                      | Victor Mature                                  |                                         | | Co-productie met Victor Mature's Romina Productions.                                                                                              |
| 1960 | The Alamo                          | United Artists   | John Wayne                              | John Wayne                                           | John Wayne, Richard Widmark & Laurence Harvey  | Beste geluid                            | Beste film; Beste mannelijke bijrol (Chill Wills); Beste camerawerk (William H. Clothier); Beste montage; Beste originele nummer (Dimitri Tiomkin & Paul Francis Webster); Beste originele muziek (Dimitri Tiomkin) | |
| 1963 | McLintock!                         | United Artists   | Michael Wayne                           | Andrew V. McLaglen                                   | John Wayne & Maureen O'Hara                    |                                         | | |
| 1966 | Cast a Giant Shadow                | United Artists   | Melville Shavelson & Michael Wayne      | Melville Shavelson                                   | Kirk Douglas & Senta Berger                    |                                         | | Co-productie met Melville Shavelson's productiebedrijf, Llenroc ('Cornell'), en The Mirisch Corporation                                           |
| 1967 | The War Wagon                      | Universal        | Marvin Schwartz                         | Burt Kennedy                                         | John Wayne & Kirk Douglas                      |                                         | | |
| 1967 | Hondo and the Apaches (TV Movie)   | MGM Television   | Andrew J. Fenady                        | Lee H. Katzin                                        | Ralph Taeger                                   |                                         | | |
| 1967 | Hondo (TV Series)                  | ABC              | Andrew J. Fenady                        | Lee H. Katzin (en anderen)                           | Ralph Taeger                                   |                                         | | 17 episodes |
| 1968 | The Green Berets                   | Warner Bros.     | Michael Wayne                           | John Wayne, Ray Kellogg & Mervyn LeRoy (uncredited)  | John Wayne                                     |                                         | | |
| 1970 | Chisum                             | Warner Bros.     | Michael Wayne                           | Andrew V. McLaglen                                   | John Wayne                                     |                                         | | |
| 1970 | Swing Out, Sweet Land (TV Special) | NBC              | William O. Harbach (and others)         | Stan Harris                                          | John Wayne                                     |                                         | | Winnaar Outstanding Achievement in Music Direction of a Variety, Musical or Dramatic Program (Dominic Frontiere) op de 23rd Primetime Emmy Awards |
| 1970 | Rio Lobo                           | National General | Howard Hawks                            | Howard Hawks                                         | John Wayne                                     |                                         | | |
| 1971 | Big Jake                           | National General | Michael Wayne                           | George Sherman                                       | John Wayne & Richard Boone                     |                                         | | |
| 1973 | The Train Robbers                  | Warner Bros.     | Michael Wayne                           | Burt Kennedy                                         | John Wayne & Ann-Margret                       |                                         | | |
| 1973 | Cahill U.S. Marshal                | Warner Bros.     | Michael Wayne                           | Andrew V. McLaglen                                   | John Wayne                                     |                                         | | |
| 1974 | McQ                                | Warner Bros.     | Michael Wayne                           | John Sturges                                         | John Wayne                                     |                                         | | Co-productie met Levy-Gardner-Laven |